# Фінал кубка Англії з футболу 1985
Фінал кубка Англії з футболу 1985 — 104-й фінал найстарішого футбольного кубка у світі. Учасниками фіналу були  «Манчестер Юнайтед» і «Евертон». У додатковий час перемогу з рахунком 1:0 здобув «Манчестер Юнайтед».
| Володар Кубка Англії 1985     |
| ----------------------------- |
|                               |
| «Манчестер Юнайтед» 6-й титул |

## Шлях до фіналу
| «Манчестер Юнайтед» | «Манчестер Юнайтед» | «Манчестер Юнайтед»                                             | Раунд           | «Евертон»          | «Евертон» | «Евертон»                             |
| ------------------- | ------------------- | --------------------------------------------------------------- | --------------- | ------------------ | --------- | ------------------------------------- |
| Суперник            | Результат           | Матчі                                                           |                 | Суперник           | Результат | Матчі                                 |
| «Борнмут»           | 3-0                 | 3-0 вдома                                                       | Третій раунд    | «Лідс Юнайтед»     | 2-0       | 2-0 на виїзді                         |
| «Ковентрі Сіті»     | 2-1                 | 2-1 вдома                                                       | Четвертий раунд | «Донкастер Роверз» | 2-0       | 2-0 вдома                             |
| «Блекберн Роверз»   | 2-0                 | 2-0 на виїзді                                                   | П'ятий раунд    | «Телфорд Юнайтед»  | 3-0       | 3-0 вдома                             |
| «Вест Гем Юнайтед»  | 4-2                 | 4-2 вдома                                                       | Чвертьфінали    | «Іпсвіч Таун»      | 3-2       | 2-2 вдома, 1-0 на виїзді перегравання |
| «Ліверпуль»         | 4-3                 | 2-2 на нейтральному полі, 2-1 на нейтральному полі перегравання | Півфінали       | «Лутон Таун»       | 2-1       | 2-1 на нейтральному полі              |

## Матч
| 18 травня 1985 |

| «Манчестер Юнайтед» | 1:0 дч   | «Евертон» |
| ------------------- | -------- | --------- |
| Вайтсайд 110'       | Протокол |           |

| Вемблі, Лондон Глядачів: 100 000 Арбітр: Пітер Вілліс |

| Манчестер Юнайтед | Евертон |

| В                |  | Гарі Бейлі       |     |     |
| З                |  | Джон Гідмен      |     |     |
| З                |  | Артур Олбістон   |     | 91' |
| З                |  | Пол Макграт      |     |     |
| З                |  | Кевін Моран      | 78' |     |
| ПЗ               |  | Норман Вайтсайд  |     |     |
| ПЗ               |  | Браян Робсон (к) | ЖК  |     |
| ПЗ               |  | Гордон Стракан   |     |     |
| ПЗ               |  | Єспер Ольсен     |     |     |
| Н                |  | Марк Г'юз        |     |     |
| Н                |  | Френк Степлтон   |     |     |
| Запасні:         |  |                  |     |     |
| З                |  | Майк Даксбері    |     | 91' |
| Головний тренер: |  |                  |     |     |
| Рон Аткінсон     |  |                  |     |     |

| В                |  | Невілл Саутолл     |
| З                |  | Гері Стівенс       |
| З                |  | Кевін Реткліфф (к) |
| З                |  | Дерек Маунтфілд    |
| З                |  | Пет ван ден Гау    |
| ПЗ               |  | Тревор Стівен      |
| ПЗ               |  | Пол Брейсвелл      |
| ПЗ               |  | Пітер Рід          |
| ПЗ               |  | Кевін Шиді         |
| Н                |  | Грем Шарп          |
| Н                |  | Енді Грей          |
| Запасні:         |  |                    |
| З                |  | Алан Гарпер        |
| Головний тренер: |  |                    |
| Говард Кендалл   |  |                    |